# باري همفريز
باري همفريز (بالإنجليزية: Barry Humphries)‏ كاتب وممثل أسترالي.
فاز سنة 2008 بجائزة «جاي سي وليمسون» بالمشاركة مع سو ناتاراس.

## من أفلامه
- ماري وماكس، 2009 (الراوي).[7]

## الوفاة
توفي باري همفريز في 22 أبريل 2023 عن عمر ناهز التاسعة والثمانين.

## روابط خارجية
- باري همفريز على موقع IMDb (الإنجليزية)
- باري همفريز على موقع ألو سيني (الفرنسية)
- باري همفريز على موقع ميوزك برينز (الإنجليزية)
- باري همفريز على موقع أول موفي (الإنجليزية)
- باري همفريز على موقع قاعدة بيانات برودواي على الإنترنت (الإنجليزية)
- باري همفريز على موقع قاعدة بيانات برودواي على الإنترنت (الإنجليزية)
- باري همفريز على موقع قاعدة بيانات برودواي على الإنترنت (الإنجليزية)
- باري همفريز على موقع قاعدة بيانات الأفلام السويدية (السويدية)
- باري همفريز على موقع إن إن دي بي (الإنجليزية)
- باري همفريز على موقع ديسكوغز (الإنجليزية)